# Бјанки (Козенца)
Бјанки (итал. Bianchi) је насеље у Италији у округу Козенца, региону Калабрија.
Према процени из 2011. у насељу је живело 367 становника. Насеље се налази на надморској висини од 828 м.

## Становништво
| 1931. | 1936. | 1951. | 1961. | 1971. | 1981. | 1991. | 2001. | 2011. |
| ----- | ----- | ----- | ----- | ----- | ----- | ----- | ----- | ----- |
| 2.034 | 2.040 | 2.454 | 2.506 | 1.997 | 1.693 | 1.629 | 1.543 | 1.367 |